# Terremoto di Hongdong del 1303
Il terremoto di Hongdong del 1303 (洪洞趙城地震) fu un evento sismico avvenuto il 25 settembre 1303 in Cina, nella provincia di Shanxi, allora sotto la dinastia mongola degli Yuan. Vista l'epoca dell'evento, non sono noti molti dettagli, tuttavia pare che l'epicentro fosse localizzato in prossimità delle attuali città di Zhaosheng e Hongdong, e una stima approssimativa della magnitudo fu calcolata da sismologi moderni come equivalente a 8,0 Mw.

## Danni e vittime
Nelle città di Zhaozheng e Hongdong, le grandi costruzioni come templi e scuole crollarono e oltre la metà della popolazione cittadina perì. Gli edifici della provincia dello Shanxi andarono distrutti, mentre a Taiyuan e Pingyang quasi 100.000 case crollarono e oltre 200.000 persone morirono, in una situazione simile a quella che sarebbe accaduta 253 anni più tardi a causa del terremoto dello Shaanxi del 1556. Si aprirono voragini nel terreno che si trasformarono in piccoli fiumi, mentre molti canali nello Shanxi furono distrutti, così come le mura della città. 
Il 6 agosto 1303 pare che avvenne una scossa d'assestamento che provocò ulteriori danni a Taiyuan e Pingyang, nell'area circostante il tempio dell'imperatore Yao, e si menzionò che altre 100.000 persone perirono. Tuttavia, dopo circa 9 mesi la maggior parte degli edifici fu ricostruita.
Questo terremoto segnò l'inizio di una serie di terremoti in tutta la Cina, che si protassero fino al XX secolo.